# Beats (film britannique, 2019)
Pour les articles homonymes, voir Beats.
Pour plus de détails, voir Fiche technique et Distribution.
Beats est un film britannique réalisé par Brian Welsh, sorti en 2019.

## Synopsis
À Livingston (Écosse), en 1994, Johnno et Spanner vont à une dernière rave party alors que celles-ci vont être interdites.

## Fiche technique
- Titre : Beats
- Réalisation : Brian Welsh
- Scénario : Kieran Hurley et Brian Welsh d'après la pièce de théâtre de Kieran Hurley
- Musique : Stephen Hindman
- Photographie : Benjamin Kracun
- Montage : Robin Hill
- Production : Camilla Bray
- Société de production : Rosetta Productions
- Société de distribution : Altitude Film Entertainment (Royaume-Uni)
- Pays :  Royaume-Uni
- Genre : Comédie dramatique et film musical
- Durée : 101 minutes
- Dates de sortie : 
  -  Royaume-Uni : 17 mai 2019

## Distribution
- Cristian Ortega : Johnno
- Lorn Macdonald : Spanner
- Laura Fraser : Alison
- Brian Ferguson : Robert
- Ross Mann : D-Man
- Amy Manson : Cat
- Rachel Jackson : Wendy
- Neil Leiper : Fido
- Kevin Mains : Les
- Stephen McCole : le sergent Ian Black
- Josh Whitelaw : Gary
- Ryan Fletcher : Billy Moncreif
- Patrick McAlindon : Connor
- Martin Donaghy : Colin
- Gemma McElhinney : Laura

## Accueil
Le film a reçu un accueil favorable de la critique. Il obtient un score moyen de 75 % sur Metacritic.